# Maties Vives i March
Maties Vives i March   (Montblanc, 10 de juliol de 1952 - Montblanc, 27 de juny de 2023) va ser un economista, advocat i polític català.

## Biografia
Llicenciat en Ciències Econòmiques i Dret, va obtenir un postgrau en Gestió Econòmica del Medi Ambient per la Universitat de Barcelona. Va treballar a la Caixa de Pensions per a la Vellesa i d'Estalvis i va ser membre del consell d'administració de Caixa Catalunya.
De jove va ser cantant i el 1971 va ingressar en el PSUC i col·laborà amb Unió de Pagesos. Ha estat membre de l'Institut Català d'Estudis Agraris, vicepresident del Club Excursionista de Montblanc, membre del Comitè Antinuclear de Catalunya i fundador de la revista Menestral. També ha col·laborat a La Vanguardia, El Punt, Treball i Catalunya Ràdio.
A les eleccions al Parlament de Catalunya de 1980 i 1984 va ser elegit diputat per la circumscripció de Tarragona dins les llistes del PSUC. En la primera legislatura tenia el càrrec de vicepresident primer de la comissió de Seguiment i Provisional i secretari de la comissió d'investigació sobre el conjunt d'actuacions del Consell Executiu en relació amb l'empresa Rània, SA. En la segona legislatura va ser membre de la Diputació Permanent i president de la comissió d'investigació sobre la Seguretat dels Habitants de Tarragona i Rodalia.
De 1994 a 2000 va ser síndic de greuges de la Universitat Rovira i Virgili i posteriorment membre de l'equip del Síndic de Greuges de Catalunya, on era coordinador del Servei d'Atenció a les Persones i de les relacions amb l'administració local fins al maig de 2010. També va ser membre de la Comissió Mixta de Valoracions Estat - Generalitat. Era també membre de la fundació Martí l'Humà Tot Conca.
Va morir a Montblanc el dia 27 de juny de 2023.